# NGC 70
NGC 70 est une vaste galaxie spirale située dans la constellation d'Andromède. NGC 70 a été découverte le 7 octobre 1855 par l’astronome R. J. Mitchell.

## Caractéristiques
La classe de luminosité de NGC 70 est III et elle présente une large raie HI. De plus c'est une galaxie active de type Seyfert 2. Sa vitesse par rapport au fond diffus cosmologique est de 6 838 ± 23 km/s, ce qui correspond à une distance de Hubble de 100,9 ± 7,1 Mpc (∼329 millions d'al).
En raison d'une brillance de surface égale à 14,1 mag/am2, on peut qualifier NGC 70 de galaxie à faible brillance de surface (LSB en anglais pour low surface brightness). Les galaxies LSB sont des galaxies diffuses (D) avec une brillance de surface inférieure de moins d'une magnitude à celle du ciel nocturne ambiant.

## Groupe de NGC 68

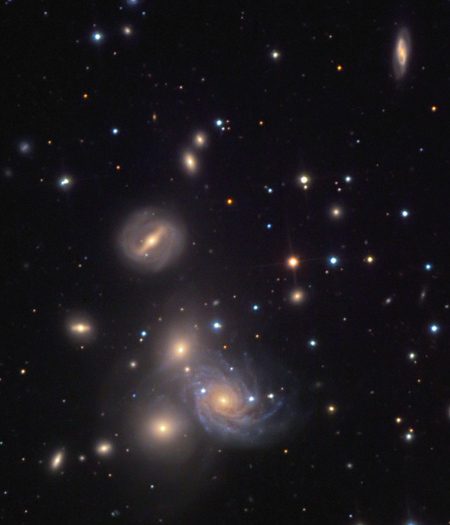
Groupe de galaxies NGC 68. NGC 70 est la galaxie spirale bleutée au centre.

Elle fait partie, avec une quarantaine d'autres galaxies telles NGC 68 et NGC 71, du groupe de galaxies NGC 68. Le groupe de NGC 68 contient au moins une quarantaine de galaxies, dont NGC 67, NGC 68, NGC 69, NGC 71, NGC 72 et NGC 74.